# 銚子電鐵1000型電車
銚子電鐵1000型電車是日本千葉縣的私鐵銚子電鐵，在1994年至2016年間使用的電車。本型車共有デハ 1001和デハ 1002兩輛車，改造自原屬TRTA（现为东京地下鐵 ），製造于1959和1960年的兩輛2000系電車。銚子電鐵于1994年8月29日開始使用這兩部車，取代老舊的100和500系電車。   1002号车於2015年2月退役，1001号车於2016年2月退役。

## 歷史
デハ 1001于1960年11月由帝國車輛製造，於TRTA使用時的車號為2046，行駛于东京的银座线地铁（现为东京地下铁银座线 ）。 デハ 1002由日立公司于1959年11月為TRTA丸之内线（现为东京地铁丸之内线 ）的方南町支線建造，原車號2040。 
 

改裝工程由京王重機整備（屬於京王電鐵的列车维修和翻新公司）進行，包括加裝第二個駕駛室，將原來的1435毫米軌距转向架，更换為退役的富士急行 5700系列電聯車5726和5725號車（原小田急2200系電聯車 2227和2228號車）所使用的1067毫米軌距轉向架（型式：住友FS-316）；改裝原TRTA日比谷线3000系電聯車的集電弓與牽引馬達。  

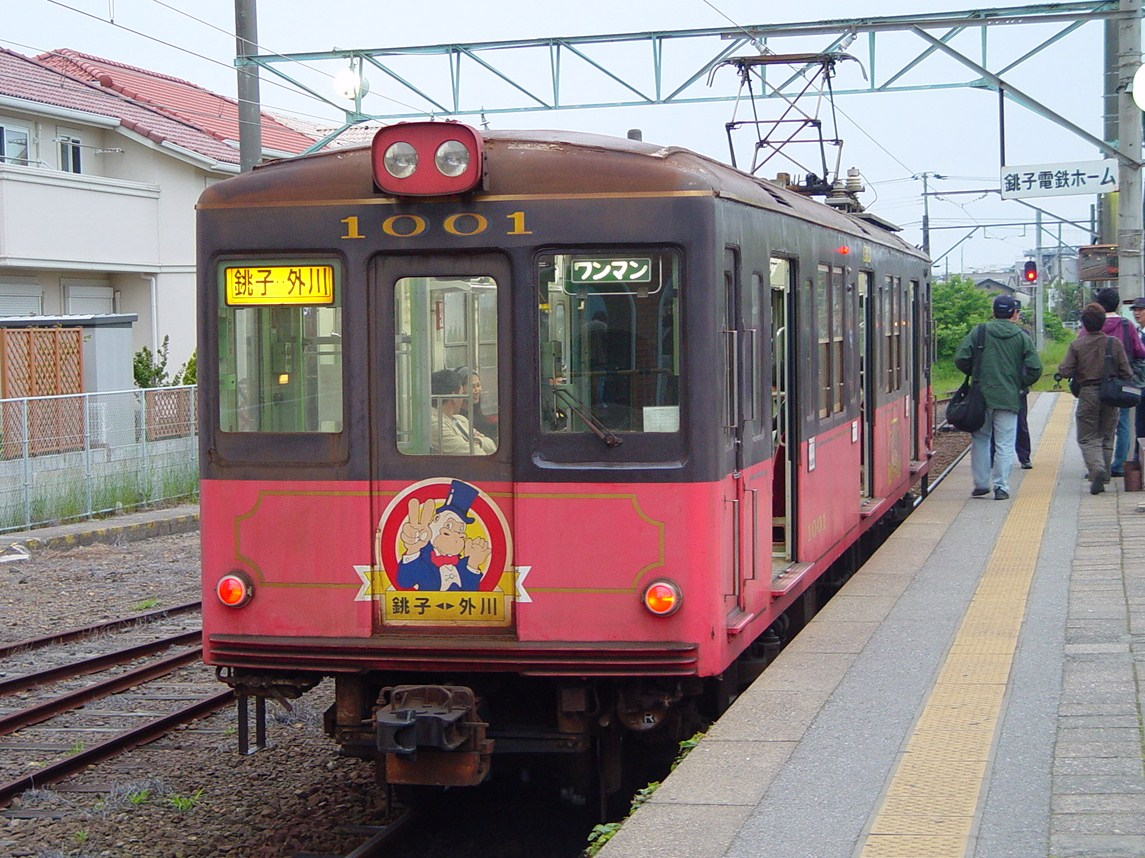
デハ 1001，原始銚子電鐵塗裝，2006年5月。
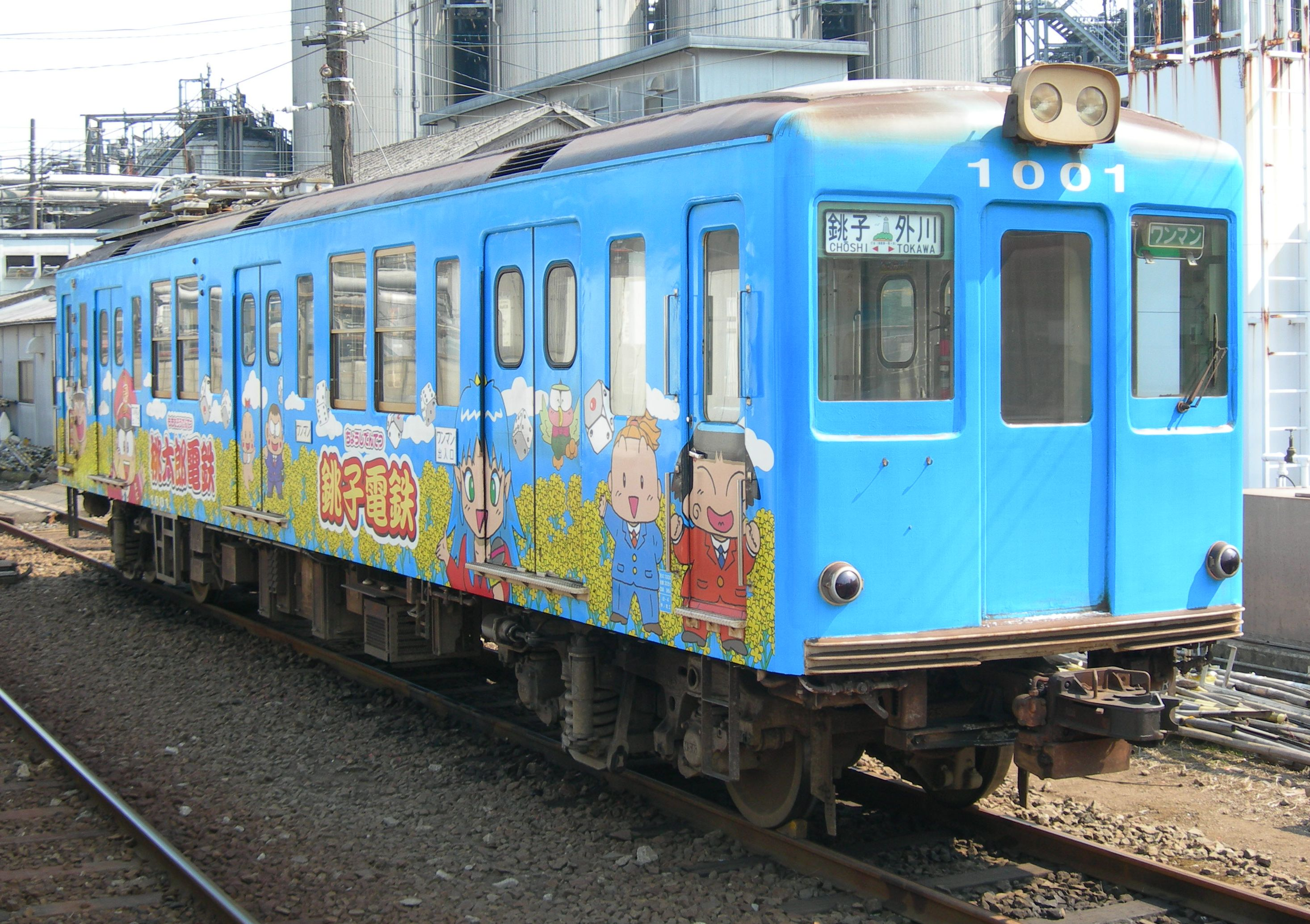
デハ 1001，桃太郎電鐵塗裝，2008年3月。
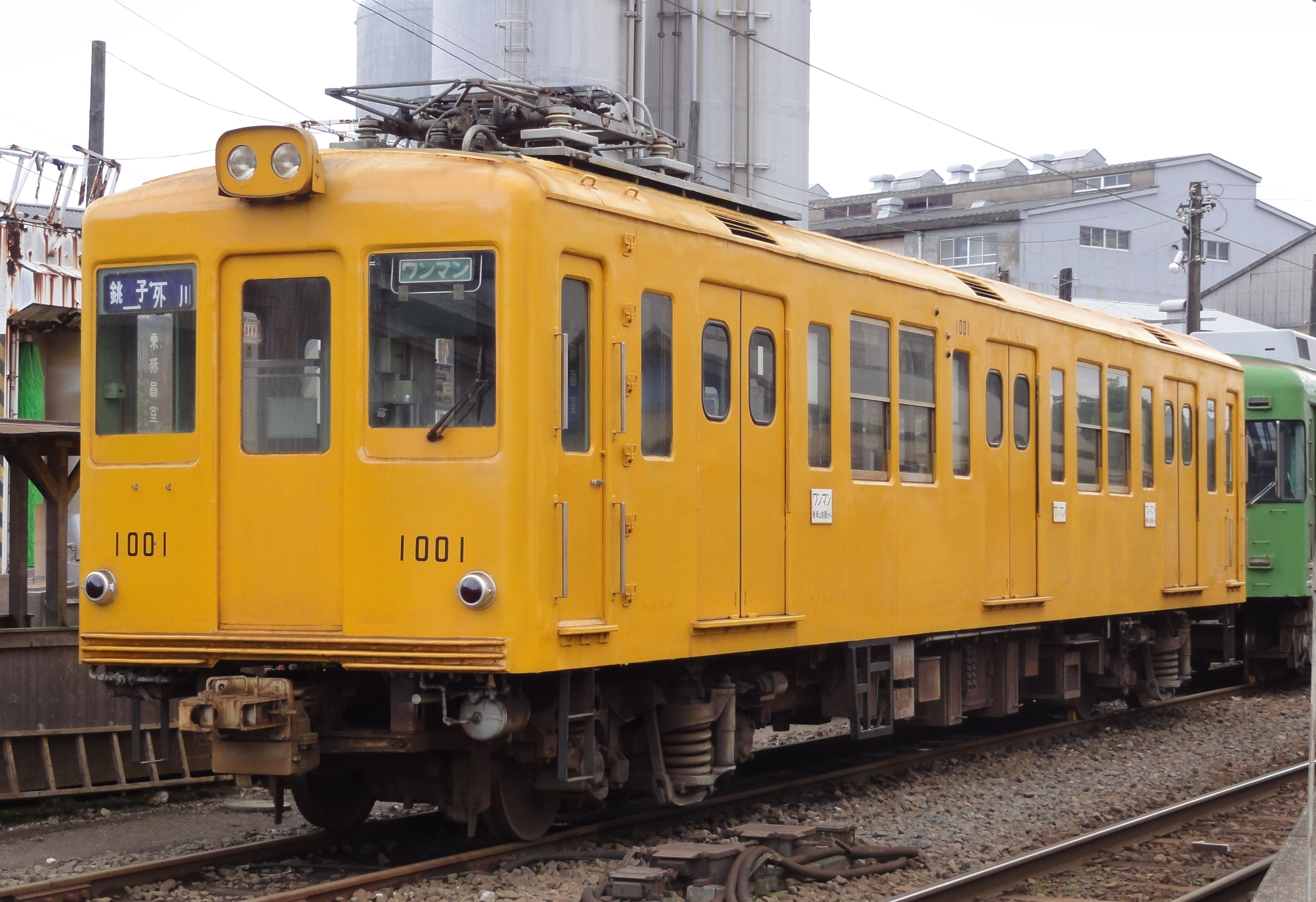
デハ 1001「銀座線」塗裝，2012年12月。

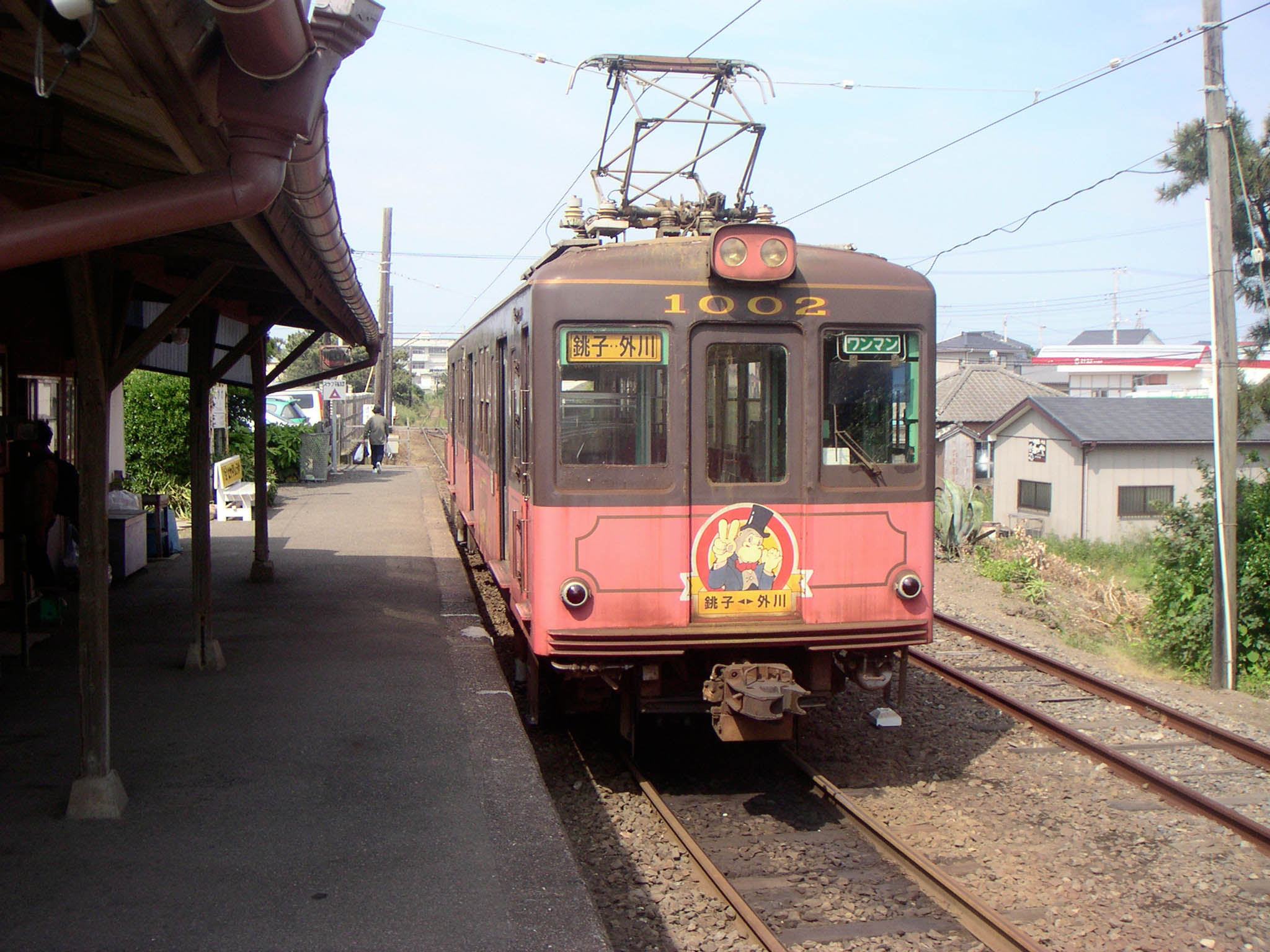
デハ 1002，原始銚子電鐵塗裝，2005年5月。
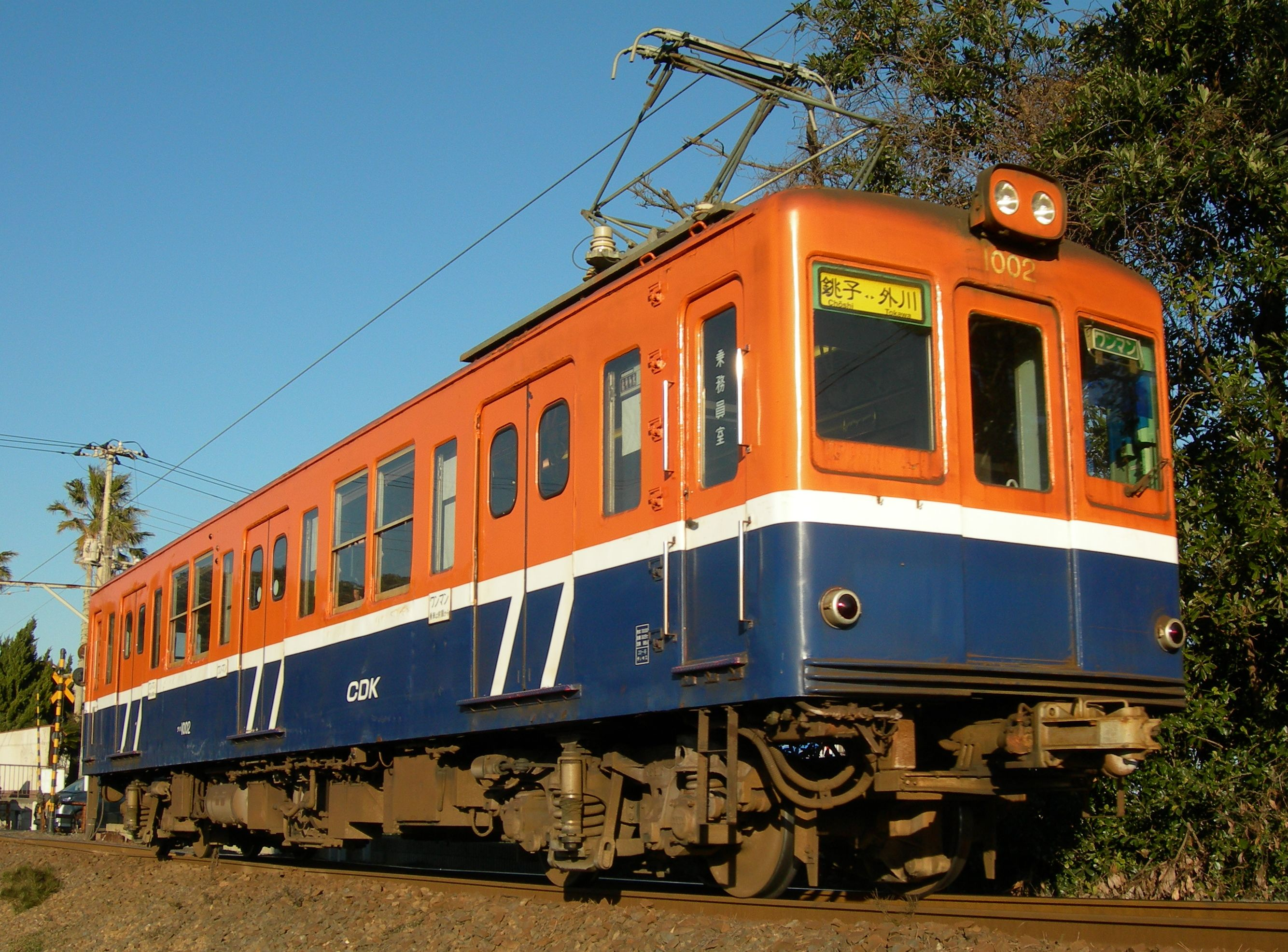
デハ 1002 ［鐵子之旅」塗裝，2011年1月。
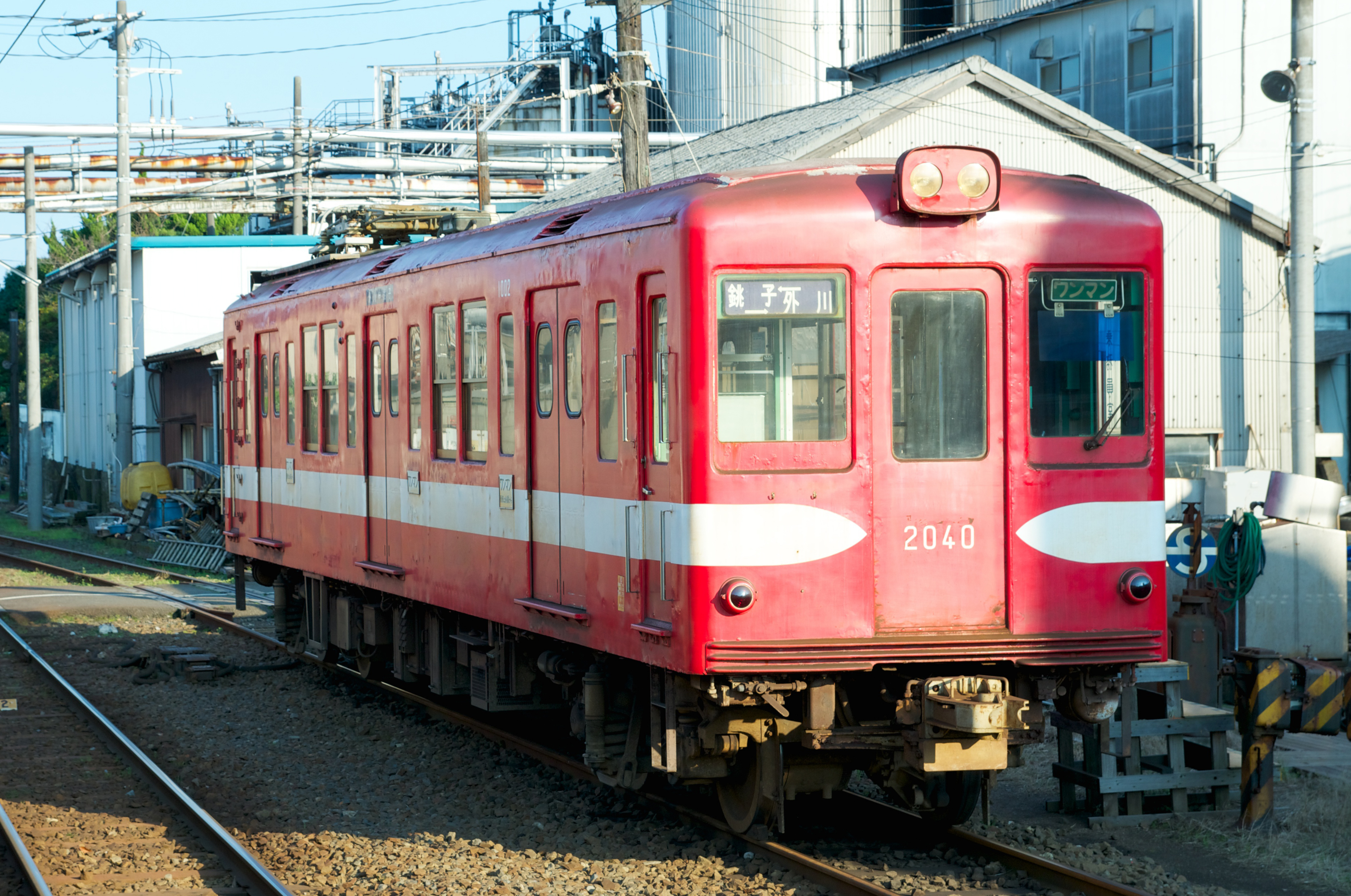
デハ 1002，「丸之内线」涂装（連同原始TRTA車號2040），2013年11月。
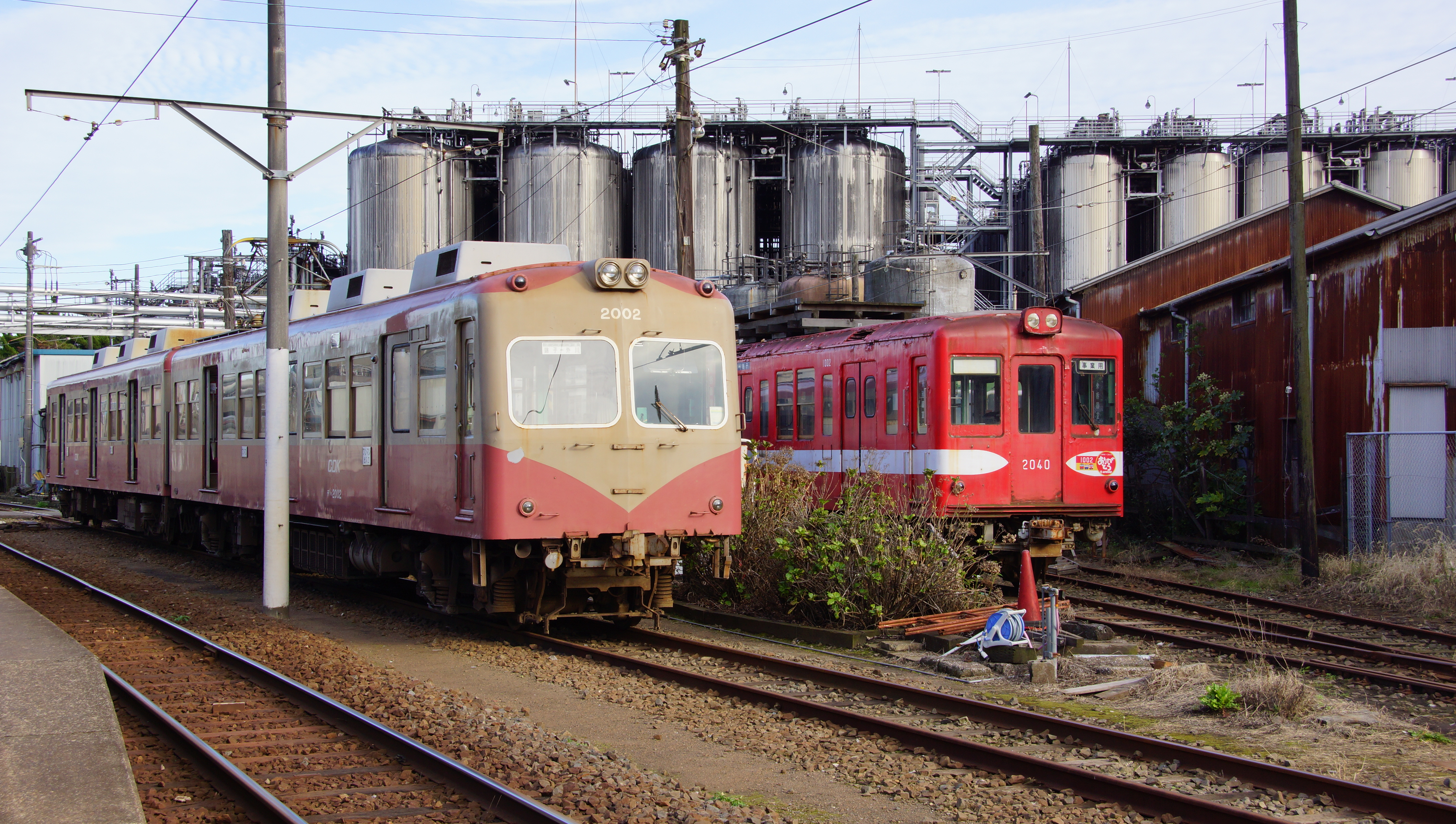
デハ 1002于仲ノ町車庫，2017年11月。

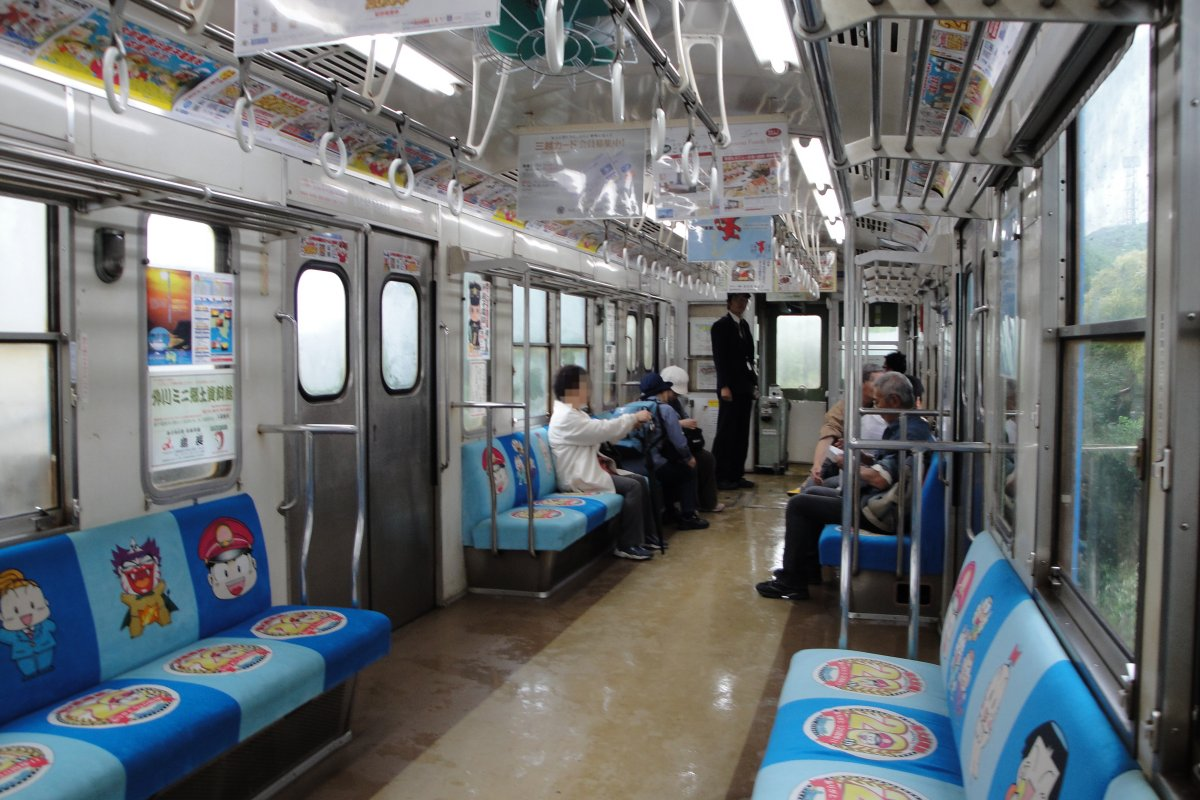
デハ1001 的「桃太郎電鐵」主題內裝，2009年6月。
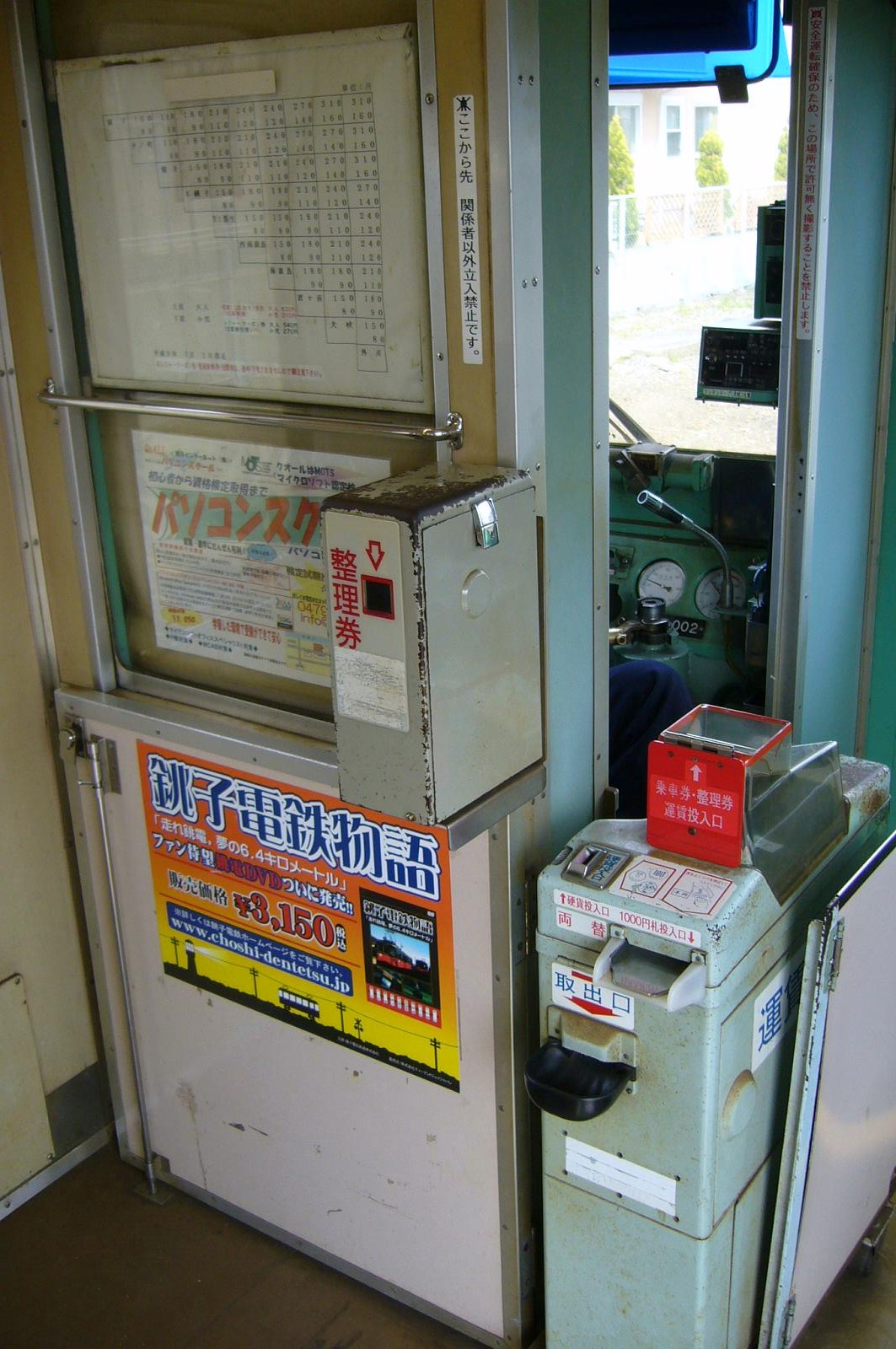
デハ 1002的車資箱，2008年3月。
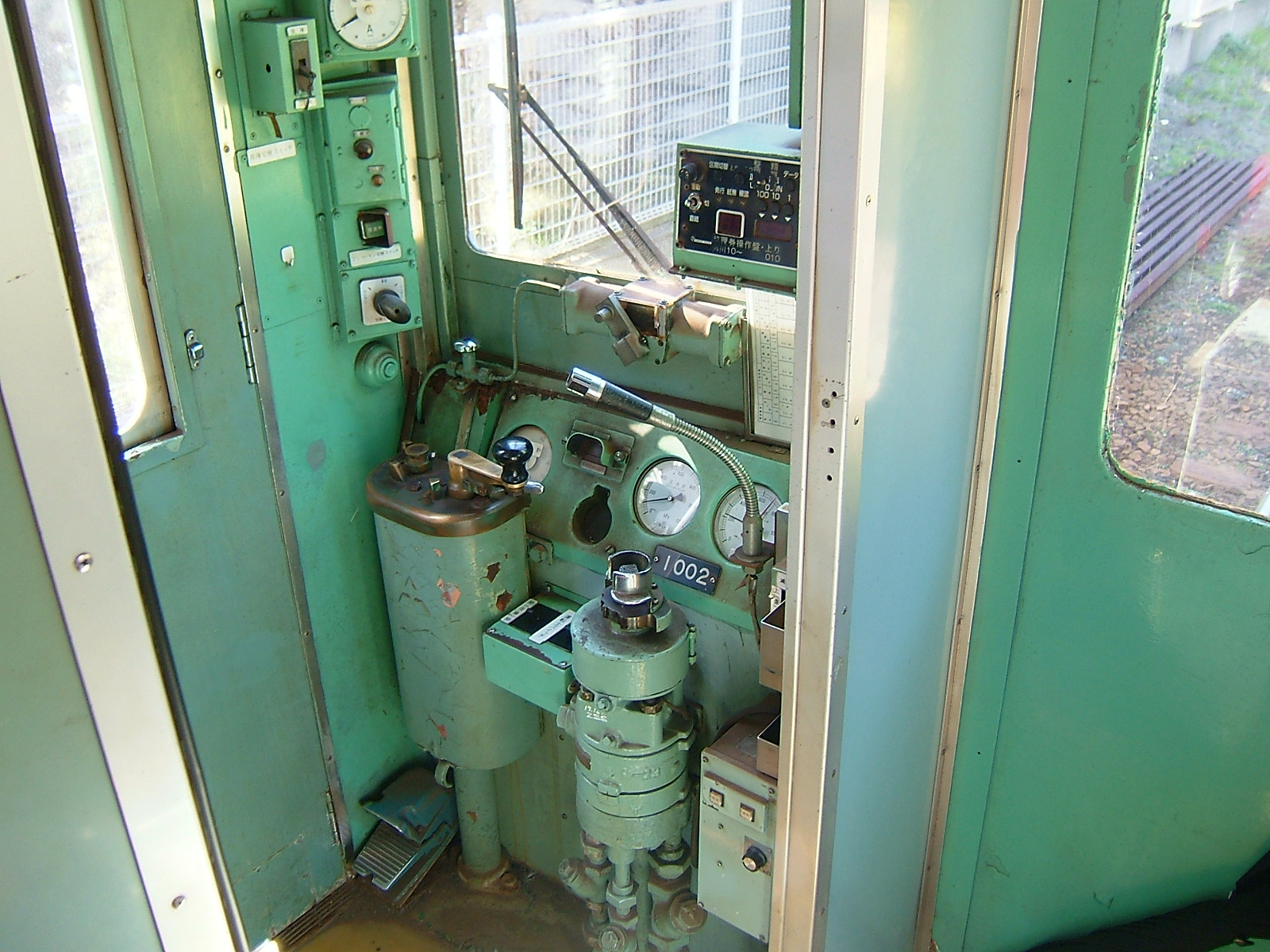
デハ 1002的驾驶室，2007年3月。

## 運行
通常以单车运行，但是当需要增加運量（例如有特殊節慶活動）时，兩車可以連結運轉。 

## 历史
銚子電鐵于1994年从東京地下鐵购得這兩部車，改装為單人操作並更改塗裝，每辆车的成本约为3500万日元， 从1994年8月29日开始商業運轉。 
1995年6月24日，デハ 1001在笠上黑生站以北與デハ 701碰撞，銚子端的驾驶室严重损坏，被送至京王重機整備维修。 
2014年11月，宣布2015年1月将停用1002號車，該車於2015年1月10日最後一天營運，與姊妹車1001號連結行駛。  1001號車最後一天營運是2016年2月28日。 

## 保存

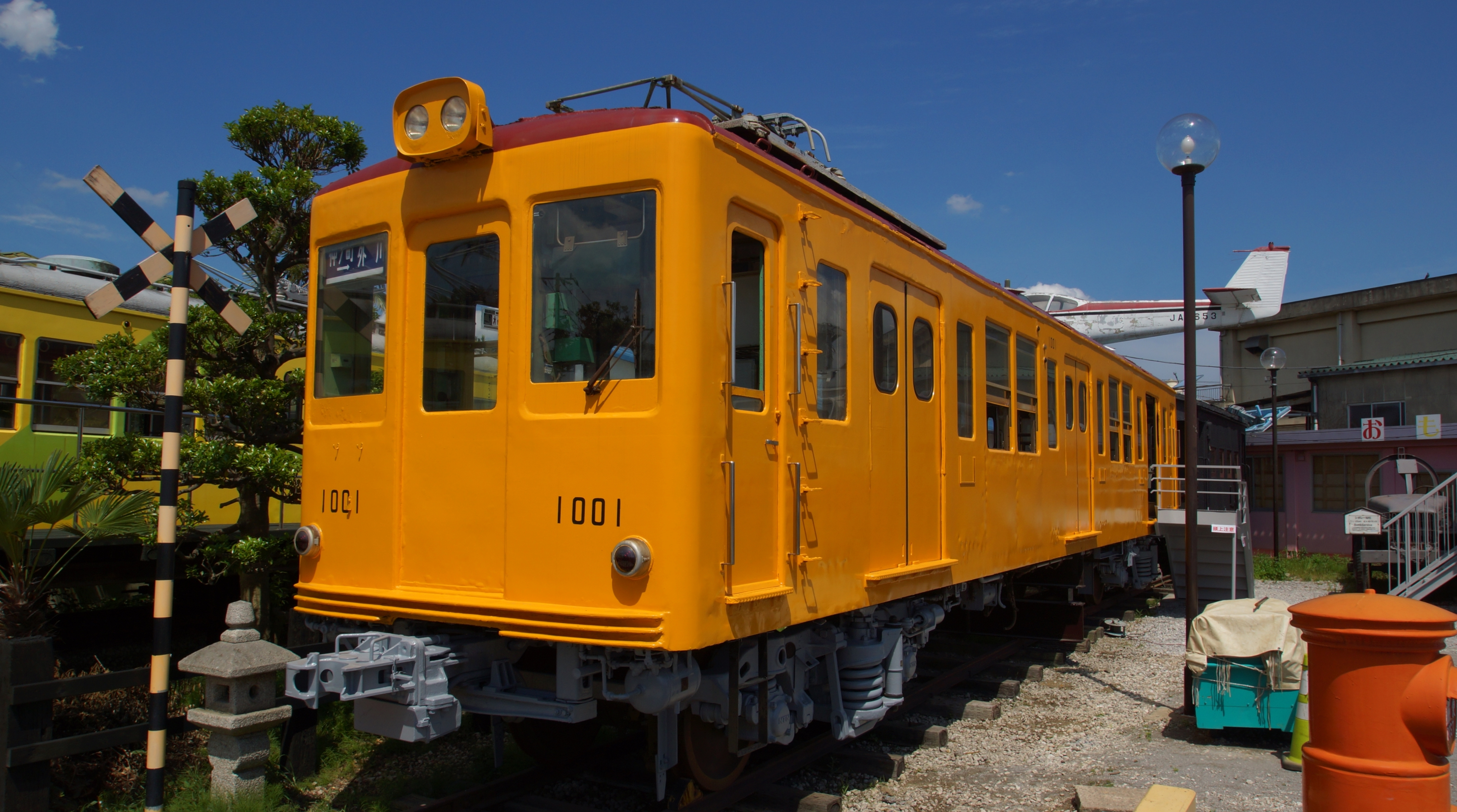
2016年6月在昭和之森博物馆保存的1001號车

1001號車被保存在千叶县松户市的昭和之森博物馆。 